# 約翰·施特勞斯管弦樂團

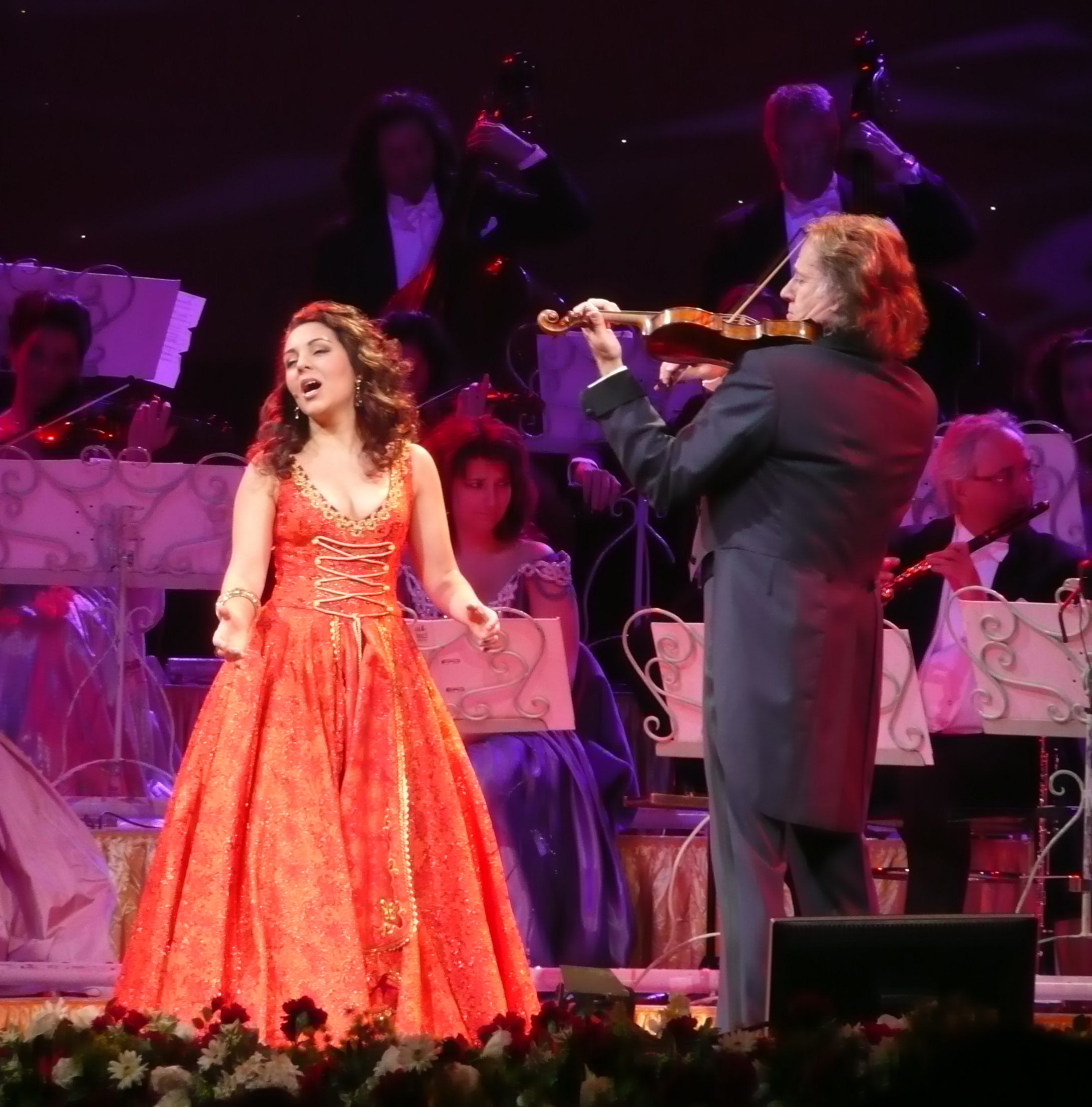
在2009年1月的一場表演

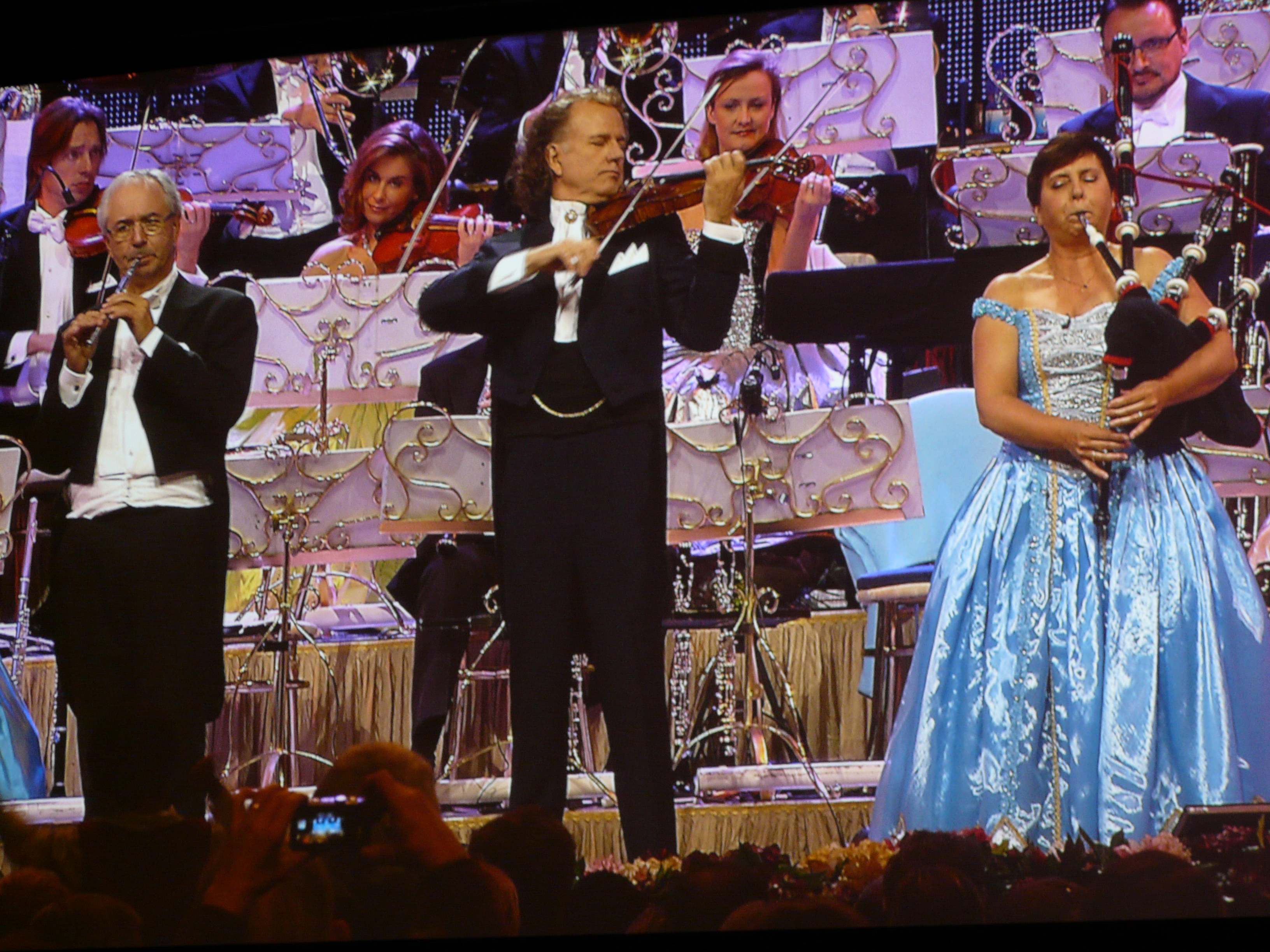
樂團首席指揮安德烈·瑞欧與樂團成員於2012年11月的一次演出

約翰·施特勞斯管弦樂團（荷蘭語：Johann Strauß Orchestra）是一支管弦樂團，由安德烈·瑞欧於1987年在荷蘭建立。樂團在剛創立時只有12名樂手，經過三十年的擴展，成為一支超過40名樂手組成，每年巡迴表演達一百場的管弦樂團。

## 沿革
樂團的創建史可追溯至1978年，傑瑪·塞彭蒂與荷蘭小提琴家兼指揮家安德烈·瑞歐在荷蘭創立馬斯特里赫特沙龍管弦樂團。在建立初期主要在小型古典音樂會中演湊，瑞歐在樂團成立開始便一直投入大量心力，希望將樂團發展成為一支出色的古典音樂表演團體。1987年，瑞歐決定將馬斯特里赫特沙龍管弦樂團更名為約翰·施特勞斯管弦樂團，以強調華爾滋音樂為樂團的表演主題核心。1988年1月1日，瑞歐首次領導樂團公演，當時樂團有12位樂手。之後樂團在瑞歐的帶領下，在歐洲巡迴演出，並且在樂團巡演之處，帶起當地人對華爾滋音樂的興趣。